# Marci X
Pour les articles homonymes, voir Marci.
Pour plus de détails, voir Fiche technique et Distribution.
Marci X est une comédie romantique américaine réalisée par Richard Benjamin et écrite par Paul Rudnick, sortie en 2003.

## Synopsis
Marci Feld, juive américaine, doit prendre la direction du label rap hardcore Felony Assault de son père Ben, celui-ci ayant subi une crise cardiaque en raison de la controverse entourant le titre Shoot Ya' Teacha de Dr. S. Pour sauver son père de la faillite, Marci tente de ramener le rappeur à plus de raison et d'adoucir son image de mauvais garçon. Au fil du temps, une relation amoureuse s'installe entre les deux protagonistes. Mais la sénatrice conservatrice Mary Ellen Spinkle promet de bannir des ondes le Dr S et ses paroles outrageuses pour toujours.

## Fiche technique
- Titre original : Marci X
- Réalisation : Richard Benjamin
- Scénario : Paul Rudnick
- Musique : Mervyn Warren
- Production : Scott Rudin
- Société(s) de distribution : Paramount Pictures
- Pays d’origine :  États-Unis
- Langue originale : anglais
- Genre : Comédie romantique
- Durée : 84 minutes
- Dates de sortie :
  - États-Unis : 22 août 2003

## Distribution
- Lisa Kudrow (VF : Michèle Lituac) : Marci Feld
- Damon Wayans (VF : Stéphane Ronchewski) : Dr S
- Andrew Keenan-Bolger (en) : Chip Spinkle
- Charles Kimbrough (VF : Jean Barney) : Lane Strayfield
- Jane Krakowski : Lauren Farb
- Richard Benjamin (VF : Michel Tureau) : Ben Feld
- Christine Baranski (VF : Josiane Pinson) : Mary Ellen Spinkle
- Paula Garcés : Yolanda Quinones
- Veanne Cox (VF : Julie Turin) : Caitlin Mellowitz
- Sherie Rene Scott (en) (VF : Véronique Desmadryl) : Kirsten Blatt

## Réception
Marci X a accumulé 1 648 818 dollars de recette au box-office américain, faisant de lui un échec commercial. Le film a été vivement écorné par la critique. Il recueille ainsi 9 % de taux d'approbation aux Rotten Tomatoes avec la remarque suivante : « La matière du film est trop ténue pour la longueur de l'intrigue et les traits d'humour sont socialement obsolètes et sans surprise ».